# Samsung Galaxy F41
El Samsung Galaxy F41 es un teléfono inteligente Android de gama media fabricado por Samsung Electronics como parte de su serie F. Es el primer teléfono lanzado en la serie. El teléfono tiene una batería de 6000 mAh, una cámara principal de 64 MP, así como un sensor ultra ancho y de profundidad, y una pantalla súper AMOLED de 6.4 pulgadas. Está disponible en tres colores (Fusion Green, Fusion Black y Fusion Blue). Tiene otra versión, el Galaxy M21s, lanzado el 6 de noviembre de 2020 en USA.

## Especificaciones

### Hardware
El Samsung Galaxy F41 comparte el mismo hardware y cámara que el Galaxy M21 del mercado internacional.

### Software
El Samsung Galaxy F41 viene con Android 10 con One UI 2.

## Historia
El Galaxy F41 se anunció el 8 de octubre de 2020 en el evento de lanzamiento #FULL ON de Samsung. Fue el primer teléfono en formar parte de la serie F de Samsung.